# Concours musical international Reine Élisabeth de Belgique 2018
Le Concours musical international Reine Élisabeth de Belgique, session 2018, est consacré au chant et s'est tenu du 1er au 12 mai 2018. 
Le baryton allemand Samuel Hasselhorn est premier lauréat de ce concours.

## Calendrier
Le jury de la présélection, après avoir visionné les vidéos de 312 candidats, en a retenu soixante-quatre, admis à participer aux épreuves publiques.
Les 1er et 2 mai 2018, après neuf désistements, ce sont cinquante-cinq candidats qui présentent en public deux pièces de leur choix à Flagey à Bruxelles. Les morceaux peuvent être un air d'opéra ou d'oratorio, un lied ou une mélodie, de langue différente, et sont présentés avec un accompagnement au piano.
Les candidats, de dix-huit nationalités différentes, se répartissent entre 37 femmes et 18 hommes.

## Jury
- Arie Van Lysebeth (nl), président
- Martina Arroyo
- Renée Auphan
- Teresa Berganza
- Marius Brenciu (en)
- Peter de Caluwe
- Salvatore Champagne (en)
- Marc Clémeur
- Helmut Deutsch
- Serge Dorny (de)

## Lauréats
- Premier prix, Grand Prix international Reine Élisabeth - prix de la Reine Mathilde : Samuel Hasselhorn (1990, baryton, Allemagne)
- Deuxième prix, prix du Gouvernement fédéral belge : Eva Zaïcik (1987, mezzo-soprano, France)
- Troisième prix, prix comte de Launoit : Ao Li (1988, basse, Chine)
- Quatrième prix, prix du gouvernement de la Communauté flamande : Rocío Pérez (1990, soprano, Espagne)
- Cinquième prix, prix de la Région de Bruxelles-Capitale : Héloïse Mas (1988, mezzo-soprano, France)
- Sixième prix, prix de la Ville de Bruxelles : Marianne Croux (1991, soprano, France-Belgique)

Selon le règlement du concours, aucun classement n'est établi entre les finalistes au-delà du sixième prix. Par ordre alphabétique : 
- Germán Enrique Alcántara (1987, baryton, Argentine)
- Alex DeSocio (1987, baryton, États-Unis)
- Yuriy Hadzetskyy (1992, baryton, Ukraine)
- Sooyeon Lee (1988, soprano, Corée du Sud)
- Danylo Matviienko (1990, baryton, Ukraine)
- Charlotte Wajnberg (1990, soprano, Belgique)

Le prix Musiq'3 du public est attribué à la soprano franco-belge Marianne Croux.